# Теймураз I
Теймураз I (1589–1663) — цар Кахетії у 1606-1648 та Картлі у 1625–1632 роках. Син кахетинського царя Давида I й Кетеван Мухранської. Поет-лірик.

## Життєпис
Представник роду Багратіоні.
Його царювання було відзначено особистою трагедією — шах Персії Аббас I Великий замучив мати та двох синів Теймураза. Всіх трьох Теймураз I особисто направив до Персії як почесних заручників. 1658 року Теймураз відвідав у Москві російського царя з проханням про допомогу, якої не отримав. Також особисто шукав допомоги в Стамбулі у турецького султана й у перського шаха в Ісфахані.
1661 року став ченцем та відійшов від державних справ, цілковито присвятивши себе поезії. Однак Теймураза I викликали до Ірану, де був ув'язнений у Астрабадській фортеці, де й помер.

## Творчість
Теймураз I був відомим поетом доби Відродження. Знаменитою є його історична поема «Кетеваніані». Також створив романтичні поеми: «Іосеб-Зіліханіані», «Лейл-Меджнуніані», «Шампарваніані» (Свічка й метелик), «Вард-булбуліані» (Троянда та соловей).
Остання, «Вард-булбуліані», стала об'єктом численних наслідувань у більш пізній грузинській поезії. Як поет-лірик Теймураз I оспівував любовну насолоду та вино. При цьому в його поезії є печаль і песимізм. Теймураз запозичував перські прийоми віршотворення — 16-складний вірш «шаїрі», яким також писав Шота Руставелі. Теймураз I створив також віршовані каламбури у стилі «Маджама».
Повне зібрання творів Теймураза I було видано у Тбілісі 1934 року під редакцією Барамідзе та Джакобія.

## Родина
Був одружений двічі. Першою його дружиною була Анна Гурієлі (пом. 1609), дочка князя Гурії Мамії III Гурієлі.
В шлюбі народились: Леван (1606–1624) та Олександр (1609–1620).
1609 року одружився вдруге з Хорошан Дареджан (пом. 1658), дочкою царя Картлі Георгія X.
Від шлюбу народились:
- Давид (1612–1642), князь Мухранський (з 1627), загинув у війні проти Сефевідів. Батько царя Кахетії та Картлі Іраклія I.
- Нестан-Дареджан (пом. 1668). Першим шлюбом була одружена з еріставом Зурабом Арагвським, другим з царем Імеретії Олександром III. Третім шлюбом з царем Імеретії Вахтангом Чулунушвілі.
- Тінатін (1611–1642), з 1637 року була дружиною шаха Персії Сефі I (1629–1642)